# Lichtmorsecommunicatie

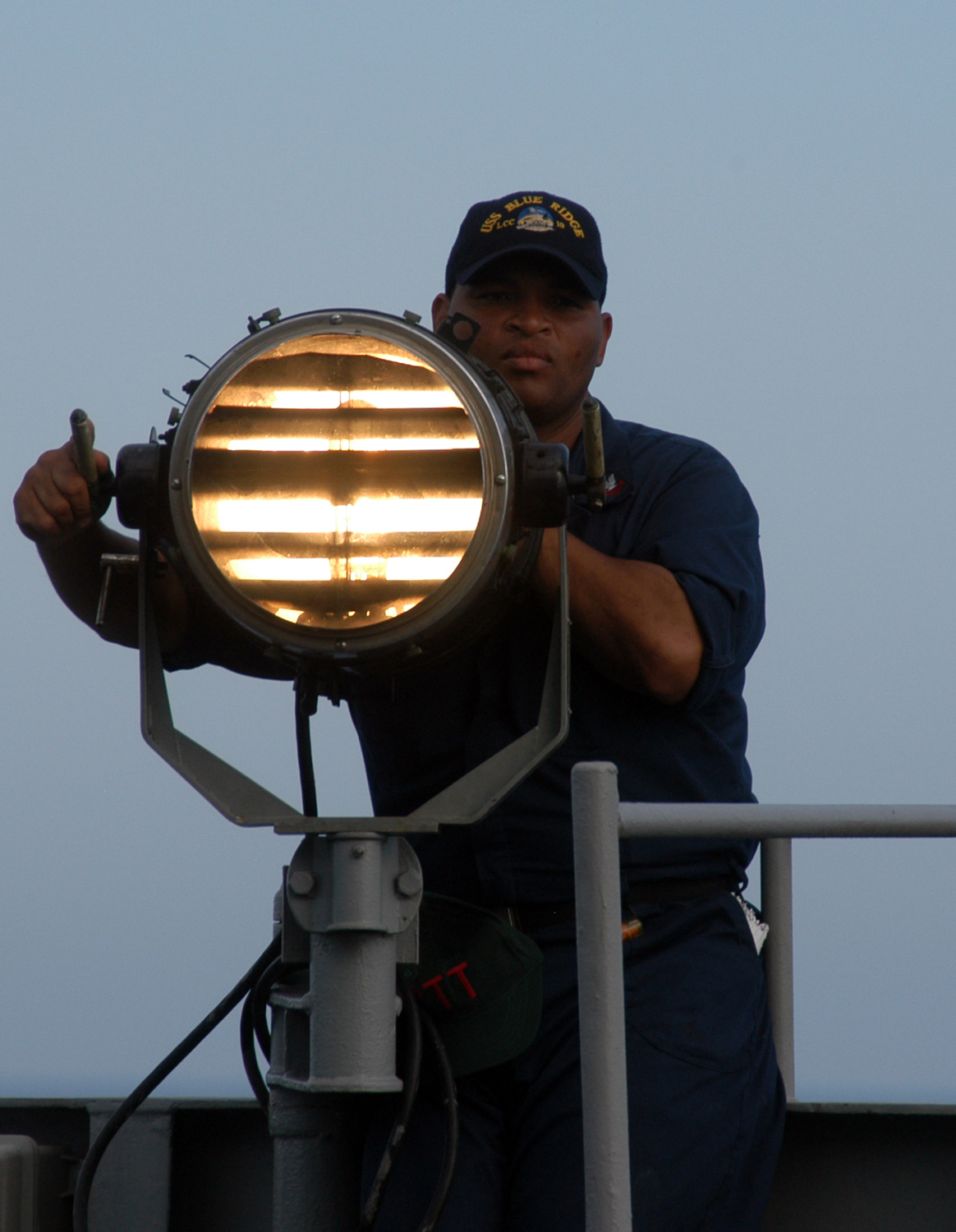
Matroos bedient seinlamp

Lichtmorsecommunicatie is in Nederland en België nog de enige wijze waarop morsecode professioneel wordt gebruikt. Zoals een marconist een seinsleutel gebruikt, zo gebruikt iemand van de verbindingsdienst van de Koninklijke Marine (KM) een seinlamp, ook wel aldislamp genoemd. 
Deze seinlamp is een soort zoeklicht, waarop aan de voorzijde een aantal lamellen zijn gemonteerd die normaal gesproken het licht van de lamp tegenhouden. Door op een hendeltje te drukken worden de lamellen in een stand gezet waarbij het licht wél zichtbaar is. Met het hendeltje kan men dus korte en lange lichtflitsen laten zien.
Lichtmorse is nog steeds in gebruik bij de Marine, omdat het nog steeds een goed middel is om tussen twee schepen op zichtafstand (tot ongeveer 10 à 15 zeemijl) korte berichten en orders door te geven. Voordeel van de gerichte seinlamp is, dat bijna niemand mee kan lezen met het bericht, want het is een smalle bundel. Bovendien is het handig om gedurende tijdstippen dat men de radio niet mag gebruiken (radiostilte) toch een bericht over te brengen.